# Buchheller
Die Buchheller ist ein südlicher und linker Zufluss der Heller in den Ortsgebieten von Lippe, Burbach und Wahlbach in der Gemeinde Burbach im südlichen Siegerland.

## Geographie

### Verlauf

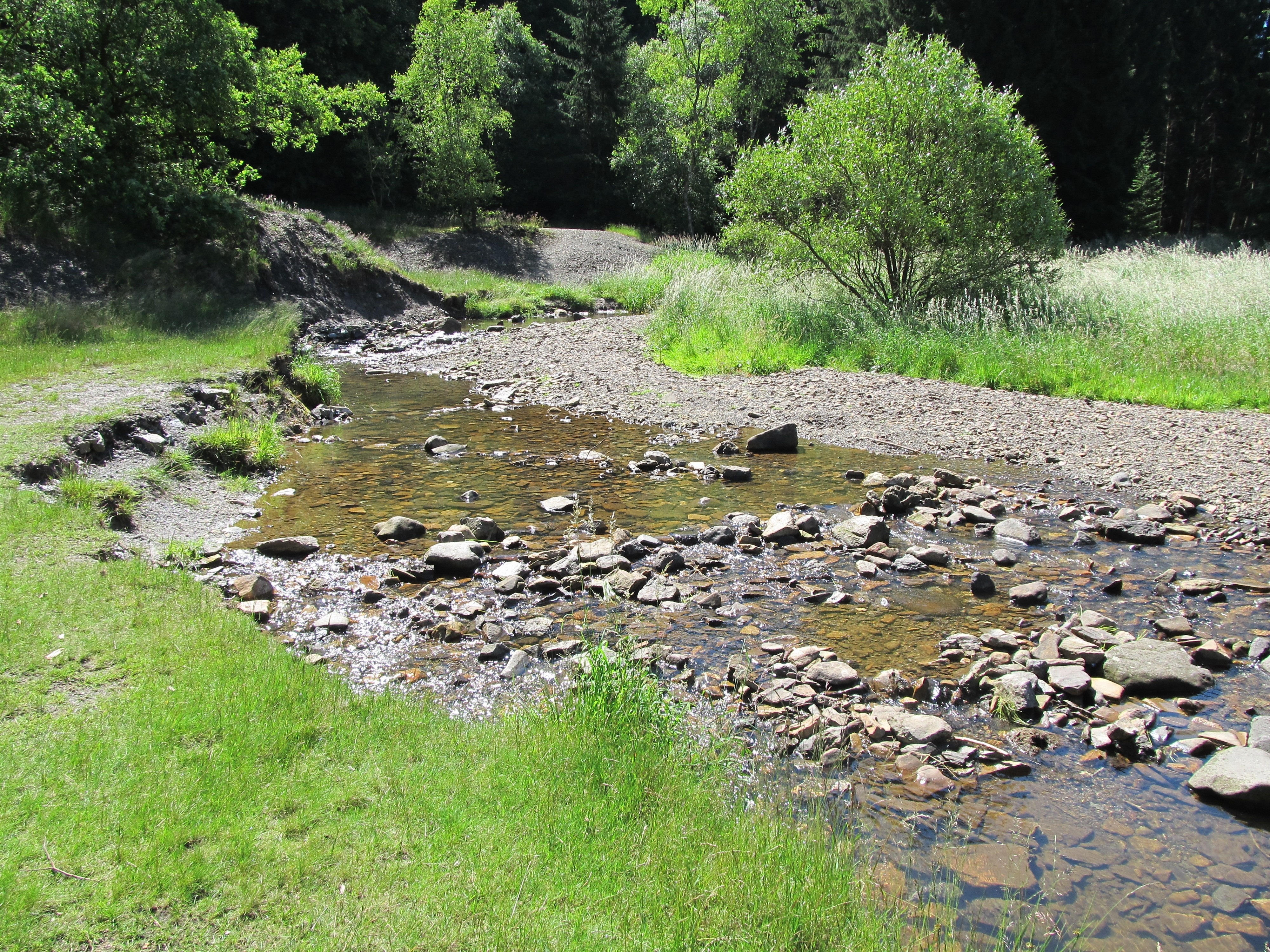
Die Buchheller im unteren Buchhellertal

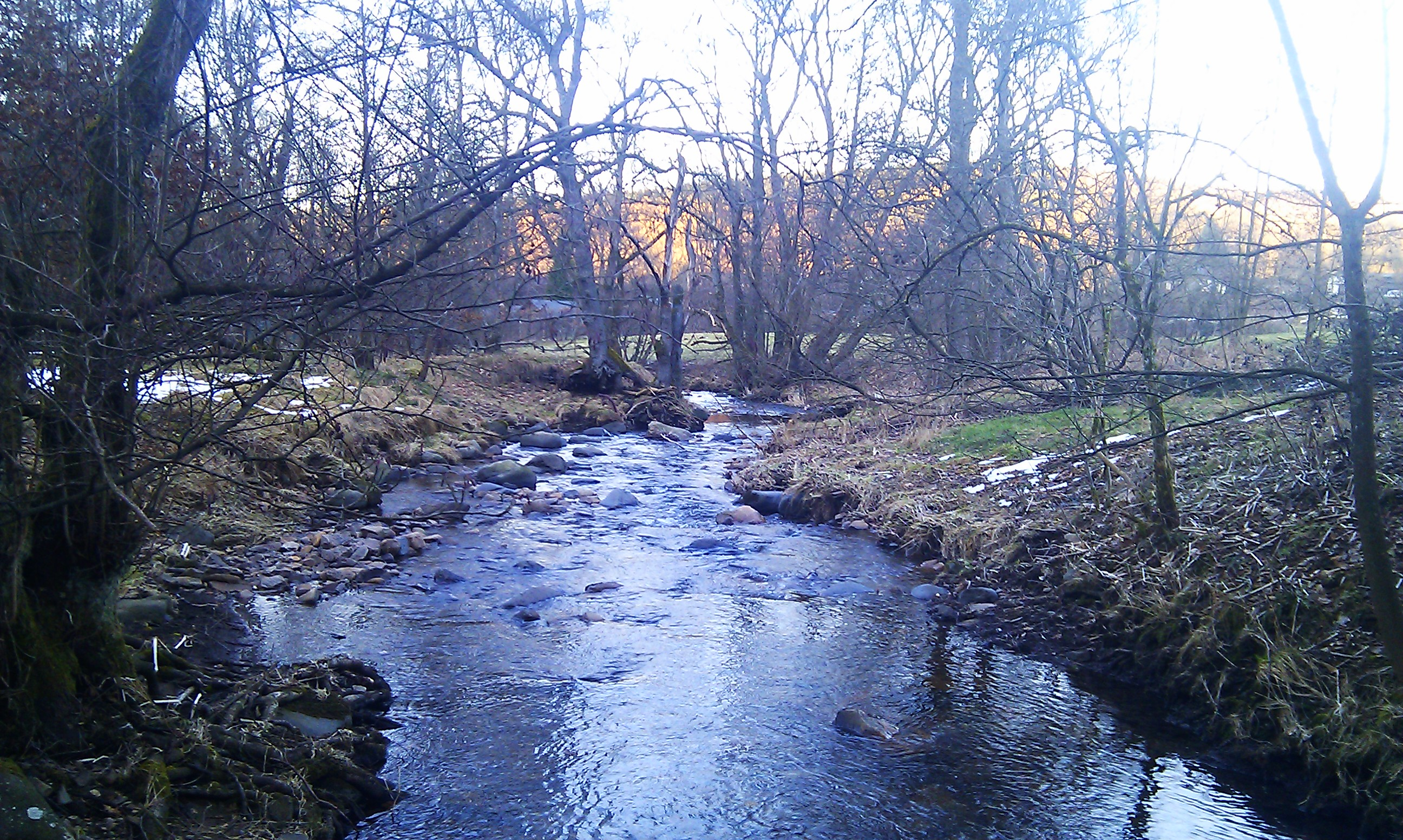
Bucheller bei Wahlbach

Der Bach entspringt im Norden des Hohen Westerwaldes am Südostfuß des Stegskopfes an der Nahtstelle der Gemarkungen von Emmerzhausen (Landkreis Altenkirchen, Rheinland-Pfalz) Stein-Neukirch (Westerwaldkreis, RP) und Burbach (Nordrhein-Westfalen). Er verläuft fortan ausschließlich im Gebiet der letztgenannten Gemeinde in nördliche Richtungen durch den Ort Lippe und von dort ins Südliche Hellerbergland in das unter Naturschutz stehende Obere Buchhellertal. Weiter fließt der Bach ins Untere Buchhellertal zwischen alten Bergbauhalden und Grubenweihern und schließlich zwischen Burbach und Wahlbach ins Hellertal. Dort mündet der Bach etwas weiter nördlich in die Heller.

### Einzugsgebiet und Zuflüsse
Das Einzugsgebiet der Buchheller ist 14,384 km² groß. Zu ihren Zuflüssen zählen bachabwärts betrachtet:
| Bach       | Seite  | Länge   |
| ---------- | ------ | ------- |
| Zufluss    | links  | 0,51 km |
| Zufluss    | rechts | 0,27 km |
| Zufluss    | links  | 1,14 km |
| Zufluss    | links  | 0,59 km |
| Zufluss    | rechts | 0,63 km |
| Mathebach  | links  | 1,02 km |
| Zufluss    | rechts | 0,47 km |
| Dredenbach | links  | 1,38 km |
| Zufluss    | links  | 0,33 km |
| Zufluss    | links  | 0,71 km |
| Zufluss    | rechts | 0,61 km |

### Berge
Höchster Berg in Bachnähe ist der Stegskopf mit 654,4 m ü. NHN Höhe, an ihm entspringt der Bach. Weitere Berge in der Umgebung sind:
- Kühfelderstein, 637,6 m ü. NHN, rechts
- Lipper Nürr, 616,9 m ü. NHN, links
- Nenkersberg, 610,3 m ü. NHN, links
- Die Burg, 594,5 m ü. NHN, rechts
- Schallroth, 446,3 m ü. NHN, links

## Buchhellertal

### Bergbau

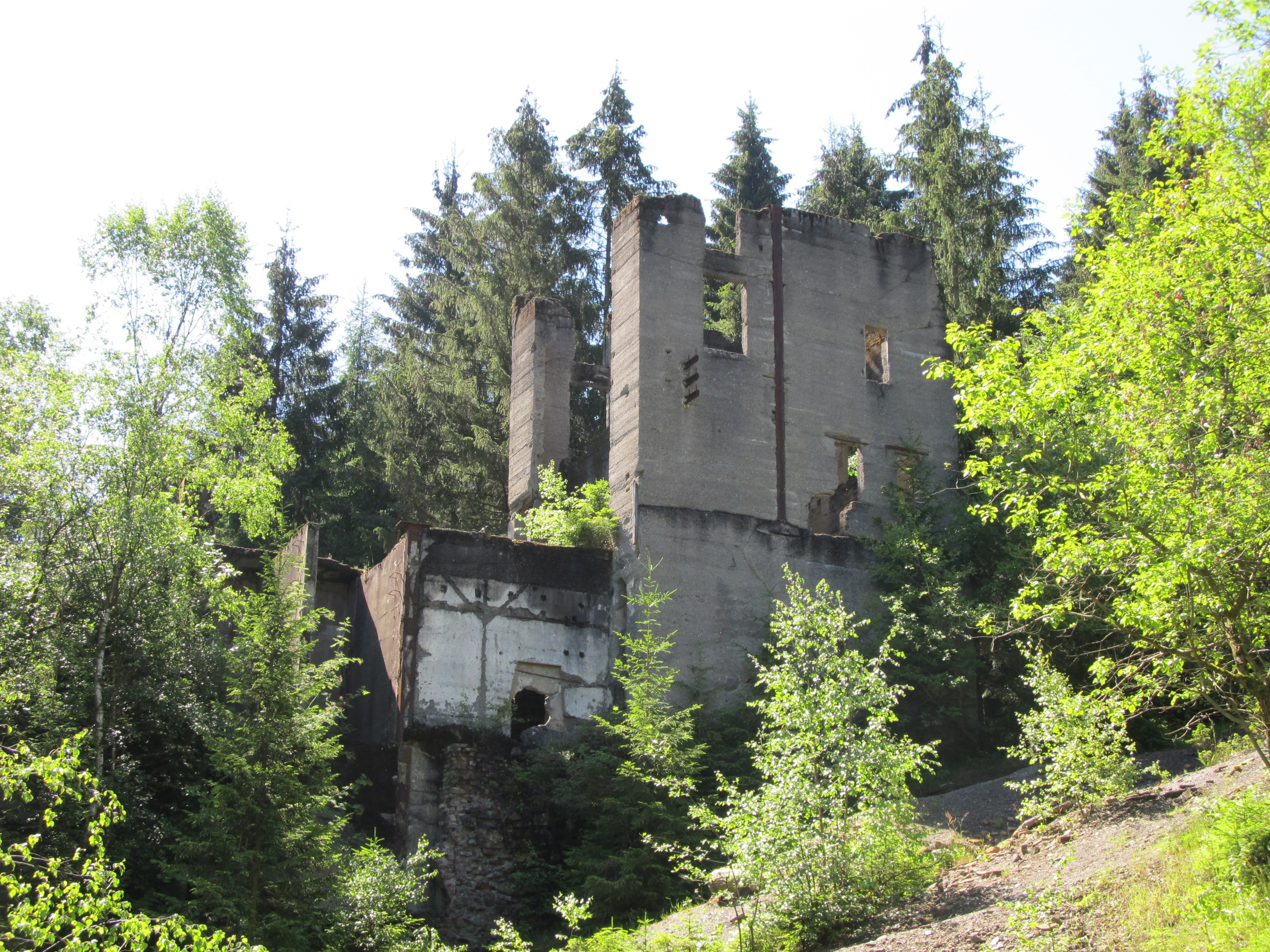
Die Brecheranlage war zwischen 1922 und 1928 in Betrieb.

1712 wurde die Grube Bleiberg erstmals erwähnt. Abgebaut wurden Zink- und Bleierze. 1720 folgte die Grube Hoffnungsstern, auf ihr wurden aus einem Kunstschacht und im Stollenbetrieb neben Blei- auch Silbererze gewonnen. Um 1840 bildeten sich nach einem großen Kupferfund im Buchhellertal zahlreiche Gewerkschaften. Namhafte Gruben wie Mückenwiese, Frankenstein, Crone, Gabriel und Carlssegen bildeten sich. Die später größte Grube unter ihnen, die Peterszeche gründete sich allerdings erst im Jahr 1850, nachdem in den 40ern bereits ein Stollen vorgetrieben wurde. 1852 wurde die erste, industriell betriebene Schachtanlage im Tal in Betrieb genommen. Auf der Grube Viktorsfeld, ehemals Bleiberg, wurde eine der ersten Dampfmaschinen für die Schachtförderung im Siegerland installiert. Bereits 1862 endete hier der Betrieb.
Für den Transport wurden ab 1862 verschiedene Werkbahnen mit 600 mm und 800 mm Spurweite angelegt, zunächst als Pferdebahnen, ab 1899 auch mit Lokomotivbetrieb.
1865 konsolidierten die Gruben Hoffnungsstern, Viktorsfeld, Kupferkaute, Grüne Hoffnung, Mückenwiese, Peterszeche und Crone unter dem Namen Peterszeche. Doch das Ende vieler Gruben war schon abzusehen. Um 1867 wurde Crone geschlossen, 1882 folgte Grüne Hoffnung, um 1885 Hoffnungsstern. 1917 wurden die Arbeiten in der Peterszeche und in der angeschlossenen Flotationsanlage eingestellt. Ein Steinbrecher wurde zwischen 1922 und 1928 betrieben, 1932 verschwanden die letzten Schienen aus dem Tal. Heute befinden sich im Buchhellertal neben weitläufigen Abraumhalden der Gruben nur noch die teilweise überwachsene Ruine der Steinbrecheranlage und vereinzelte Mauerstümpfe.
Gruben im Tal waren
- Bleiberg
- Burg
- Carlssegen
- Crone
- Eintracht
- Frankenstein
- Friedrichsthal
- Gabriel
- Glücksrad
- Grüne Hoffnung
- Heinrichsburg
- Hoffnungsstern
- Hülfe Gottes
- Kupferkaute
- Lückssegen
- Mückenwiese
- Petershoffnung
- Peterszeche
- Vereinigung
- Viktorsfeld

### Naturschutzgebiete

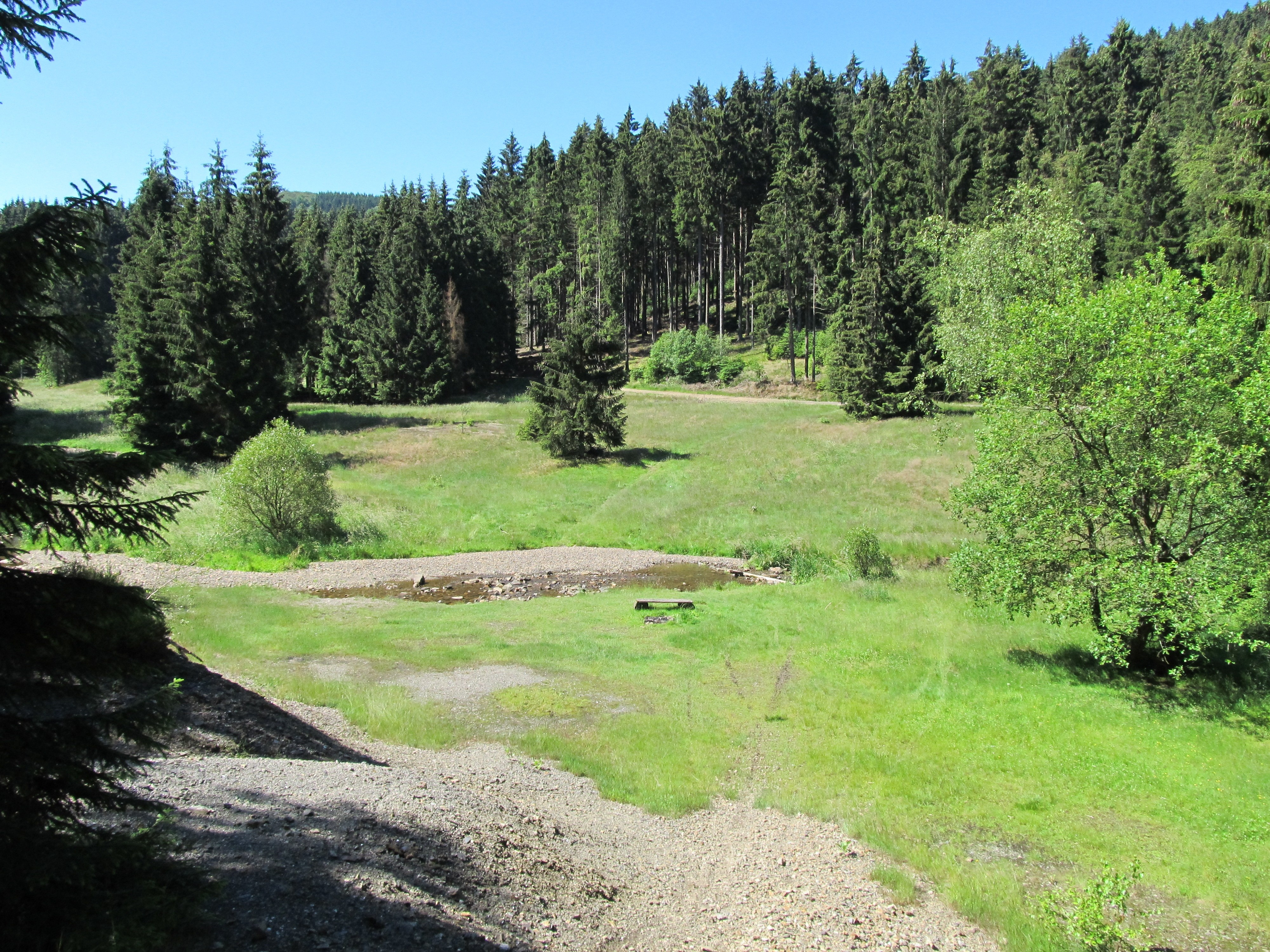
NSG „Unteres Buchhellertal“

Das Buchhellertal von der Quelle bis zur Mündung ist in mehrere Naturschutzgebiete unterteilt.
- NSG „Buchhellerquellgebiet“ (203,3 ha)
- NSG „Hasseln“ (24,7 ha – rechts, südöstlich von Lippe)
- NSG „Lipper Höhe“ (16,3 ha – rechts, östlich von Lippe)
- NSG „Fuchsstein“ (29,1 ha)
- NSG „Mückewies“ (97,2 ha – links, westlich vom NSG Hasseln)
- NSG „Oberes Buchhellertal“ (18,4 ha)
- NSG „Unteres Buchhellertal“ (33,6 ha)

Bis auf das NSG „Buchhellerquellgebiet“, das auf der  Westerwald-Basalthochfläche liegt, liegen alle Naturschutzgebiete im Südlichen Hellerbergland.
Am Anfang des Naturschutzgebietes „Unteres Buchhellertal“ befindet sich ein Parkplatz, von dem aus man durch das Tal bis nach Lippe wandern oder Rad fahren kann. Bis 2007 befand sich im Tal selbst eine Gaststätte an der Wanderroute.